# Sterne d'Orient
Thalasseus bernsteini
Espèce
Statut de conservation UICN

 CR C2a(i,ii); D : 
En danger critique
Synonymes
- Sterna bernsteini

La Sterne d'Orient (Thalasseus bernsteini (Schlegel, 1863)) est une espèce d'oiseau appartenant à la famille des Laridae, endémique de l'archipel des îles Matsu dans la mer de Chine orientale, administré par la République de Chine (Taïwan). Elle fait partie de la liste des 100 espèces les plus menacées au monde établie par l'UICN en 2012.
Le nom scientifique de l'espèce commémore Heinrich Agathon Bernstein (1828-1865).
Elle est actuellement menacée par la collecte illégale d'œufs, les typhons et la perturbation des colonies de nidification par les pêcheurs. Il existe également un risque d'hybridation avec la sterne huppée.
En 2016, pour la première fois, des sternes d'Orient ont été observées en train de se reproduire en Corée du Sud.